# リュイ・ブラース
『リュイ・ブラース』（Ruy Blas ）は、フランスの作家ヴィクトル・ユゴーの戯曲。16世紀のスペインを舞台にする。王妃に恨みを抱くドン・サリュスト侯爵が、王妃を不倫の罪に陥れようと自分の部下で平民リュイ・ブラースを貴族ドン・セザールだと偽って近づける。しかしリュイは王妃と相思相愛になり、王妃を守るため、侯爵を殺し、自らも自殺して果てる。王妃はリュイの死を見守り、その偽りを許し、リュイへの愛を告げる。
王妃のモデルはスペイン王カルロス2世の2度目の妃マリア・アンナである。
また、フェリックス・メンデルスゾーンはこの戯曲のために序曲『リュイ・ブラース』を作曲した。ジャン・コクトーの脚本による映画『ルイ・ブラス』（1947年）も有名。

## 日本語訳
- ルイ・ブラス(中村星湖訳) ユーゴー全集 第8巻 ユーゴー全集刊行会 1920
- ルイ・ブラス(岡野かをる訳)古典劇大系 第9巻 仏蘭西篇 3 近代社 1925
- 「リュイ・ブラース」杉山正樹訳『ヴィクトル・ユゴー文学館 第10巻』潮出版社 2001

- 『ルイ・ブラス』ジャン・コクトオ脚色 森芳介訳 一灯書房 1949